# Mimasura albiceris
Mimasura albiceris là một loài bướm đêm trong họ Noctuidae.